# Rwa
Le rwa ou meru est une langue bantoue parlée en Tanzanie.